# Doulougou (département)
Pour la commune, voir Doulougou.
Doulougou est un département et une commune rurale du Burkina Faso situé dans la province du Bazèga et la région du Centre-Sud.
La commune, qui comprend le périmètre urbanisé du département (décentralisation 2006) est située à 45 km au sud de Ouagadougou.

## Villages
Le département comprend un village chef-lieu (populations actualisées en 2006) :
- Doulougou (661 habitants)

et 34 autres villages :
- Bangléongo (831 habitants)
- Bélégré (1 094 habitants)
- Bingla (327 habitants)
- Borogo (670 habitants)
- Dabogtinga (1 058 habitants)
- Douré (629 habitants)
- Gana (1 783 habitants)
- Godin (576 habitants)
- Guidgrétinga (368 habitants)
- Guidissi (553 habitants)
- Kagamzincé (1 066 habitants)
- Kombous-Youngo (99 habitants)
- Lamzoudo (1 770 habitants)
- Nabdogo (422 habitants)
- Nabinskiéma (837 habitants)
- Pibsé (1 289 habitants)
- Poédogo (616 habitants)
- Rakaye-Mossi (361 habitants)
- Rakaye-Yarcé (1 150 habitants)
- Sampogrétinga (585 habitants)
- Samsaongo (650 habitants)
- Sarana (566 habitants)
- Séloghin (403 habitants)
- Silemba (662 habitants)
- Sincéné (728 habitants)
- Soulli (1 228 habitants)
- Tampouri (914 habitants)
- Toébanèga (605 habitants)
- Toghin (935 habitants)
- Wanféré (239 habitants)
- Wattinoma (293 habitants)
- Widi (983 habitants)
- Yanga (735 habitants)
- Yougritenga (492 habitants)

Les habitants sont essentiellement des ethnies Mossi (ou Mosé) et Fulbé.